# Are You Happy Now?
 (avril 2025).
Albums de Aya Kamiki
Ashita no Tame ni ~Forever More~
(2007) Individual Emotion
(2010)
Singles
Are you happy now? est le 3e album de Aya Kamiki, sorti sous le label GIZA studio le 10 septembre 2008 au Japon.

## Présentation
Cet album a été produit par Aya Kamiki. Il atteint la 10e place du classement de l'Oricon. Il se vend à 11 957 exemplaires la première semaine et reste classé pendant 5 semaines, pour un total de 18 006 exemplaires vendus. Il contient ses 3 singles Sunday Morning, Kimi Sarishi Yuuwaku et Summer Memories. Are you happy now? a été utilisé comme thème de fermeture pour MU-GEN. Il sort en format CD, CD+DVD A et CD+DVD B.

## Liste des titres
Aya Kamiki a écrit toutes les paroles sauf pour Ai wa Kurayami no Naka de qui a été écrite par Izumi Sakai.
| 1.  | Are you happy now?                                                       | Hitoshi Okamoto        | 2:58 |
| 2.  | It's a beautiful day                                                     | Hitoshi Okamoto        | 3:57 |
| 3.  | Just take my heart                                                       | Hitoshi Okamoto        | 3:54 |
| 4.  | Itsu no Hi mo Kimi Dake I Remember you (いつの日も君だけ I Remember you) | Yuichirou Iwai         | 5:11 |
| 5.  | Sunday Morning                                                           | Aika Ohno              | 3:57 |
| 6.  | Summer Memories                                                          | Aika Ohno              | 5:37 |
| 7.  | I'm your side                                                            | Hitoshi Okamoto        | 3:19 |
| 8.  | Walking down the street                                                  | Kousuke Oshima         | 3:45 |
| 9.  | Secret Night                                                             | Akihito Tokunaga       | 2:59 |
| 10. | Crash                                                                    | Munetaka Kawamoto      | 4:17 |
| 11. | Good-bye my love                                                         | Hitoshi Okamoto        | 3:53 |
| 12. | Kimi Sarishi Yuuwaku (君去りし誘惑)                                      | Aika Ohno              | 3:27 |
| 13. | Best of my love                                                          | Munetaka Kawamoto      | 5:02 |
| 14. | Ai wa Kurayami no Naka de (Premium Track) (愛は暗闇の中で)               | Seiichirou Kuribayashi | 4:07 |

| 1. | Sunday Morning                                  |  |
| 2. | Summer Memories                                 |  |
| 3. | Kimi Sarishi Yuuwaku (君去りし誘惑)             |  |
| 4. | Sunday Morning (Making of)                      |  |
| 5. | Summer Memories (Making of)                     |  |
| 6. | Kimi Sarishi Yuuwaku (Making of) (君去りし誘惑) |  |

| 1. | Nemutteita Kimochi Nemutteita Kokoro (眠っていた気持ち 眠っていたココロ) |  |
| 2. | Pierrot (ピエロ)                                                         |  |
| 3. | Secret Code                                                              |  |
| 4. | Ashita no Tame ni (明日のために)                                         |  |
| 5. | Mou Kimi Dake wo Hanashitari wa Shinai (もう君だけを離したりはしない)    |  |